# Lepivalgus borneensis
Lepivalgus borneensis är en skalbaggsart som beskrevs av Raffaello Gestro 1891. Lepivalgus borneensis ingår i släktet Lepivalgus och familjen Cetoniidae. Inga underarter finns listade i Catalogue of Life.